# بیمارستان شهید محمدی
بیمارستان فوق‌تخصصی شهید محمدی یک مرکز آموزشی درمانی دولتی در شهر بندرعباس است که زیرنظر دانشگاه علوم‌پزشکی هرمزگان اداره می‌شود.
این بیمارستان که زیرمجموعه مجتمع آموزشی، درمانی و پژوهشی پیامبر اعظم است با ۴۴۸ تخت فعال بزرگ‌ترین مجموعه درمانی دولتی در استان هرمزگان محسوب می‌شود و همواره پذیرای بیماران بسیاری از نقاط مختلف هرمزگان و استان‌های همجوار است.
این بیمارستان در بلوار جمهوری اسلامیِ بندرعباس روبروی کوی فرهنگیان قرار گرفته است.

## تاریخچه
طرح ابتدایی بیمارستان شهید محمدی در سال ۱۳۴۶ به‌عنوان بیمارستان ۷۰ تختخوابی به تصویب رسید ولی در سال ۱۳۴۷ با تغییر به ۲۲۲ تختخوابی ساخت آن شروع شد و در سال ۱۳۵۹ پس از اتمام بنای ساختمان، آغاز به کار کرد. این بیمارستان به نام شهید خلبان سرگرد مسعود محمدی نام‌گذاری شده است.
بازسازی این بیمارستان طی یک دورهٔ طولانی از سال ۸۳ آغاز شد و پس از طراحی و ساخت اورژانس بیمارستان هماهنگ با نیازهای خاص استان در سال ۹۱ پایان یافت.

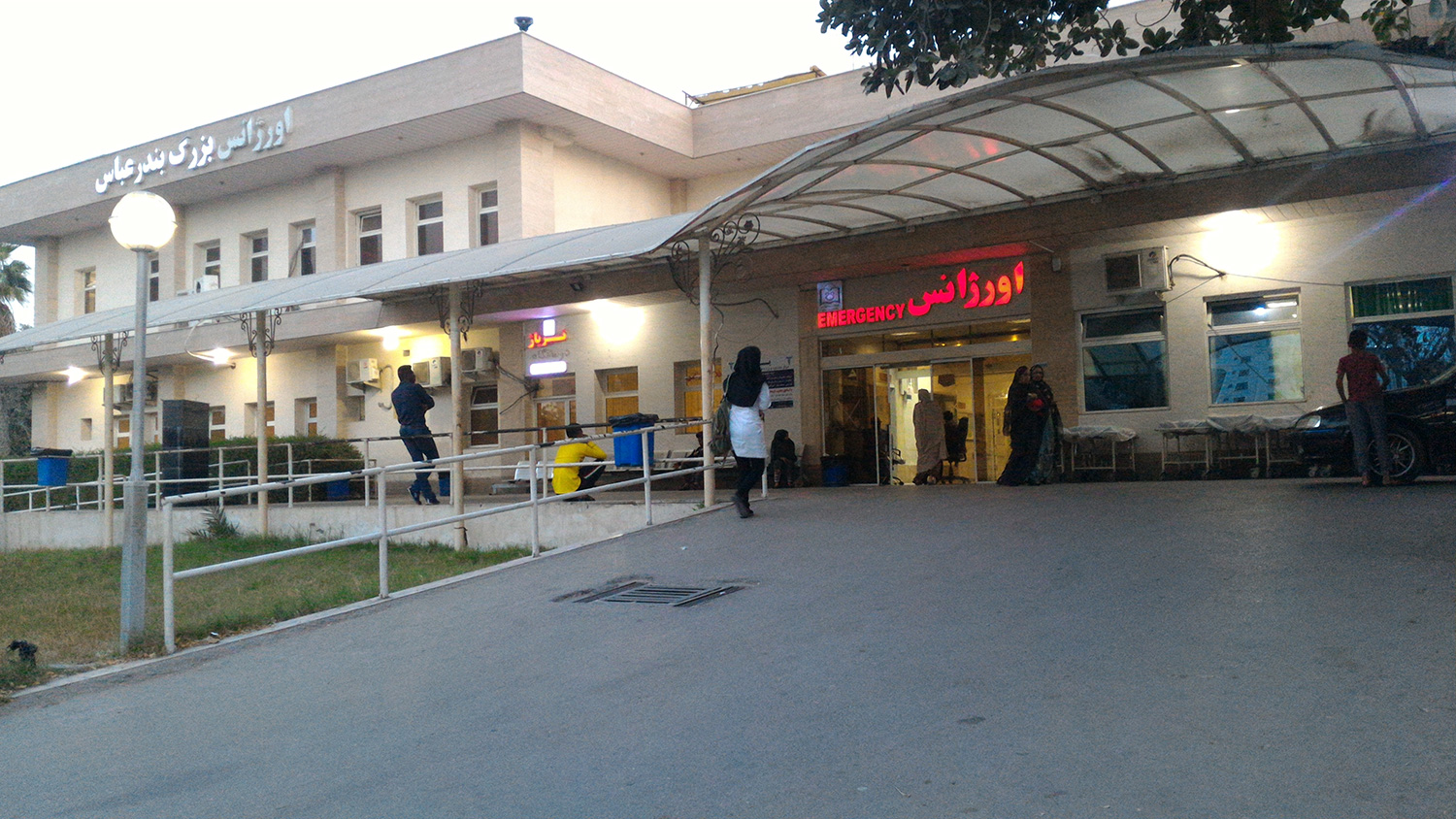
اورژانس بیمارستان شهید محمدی

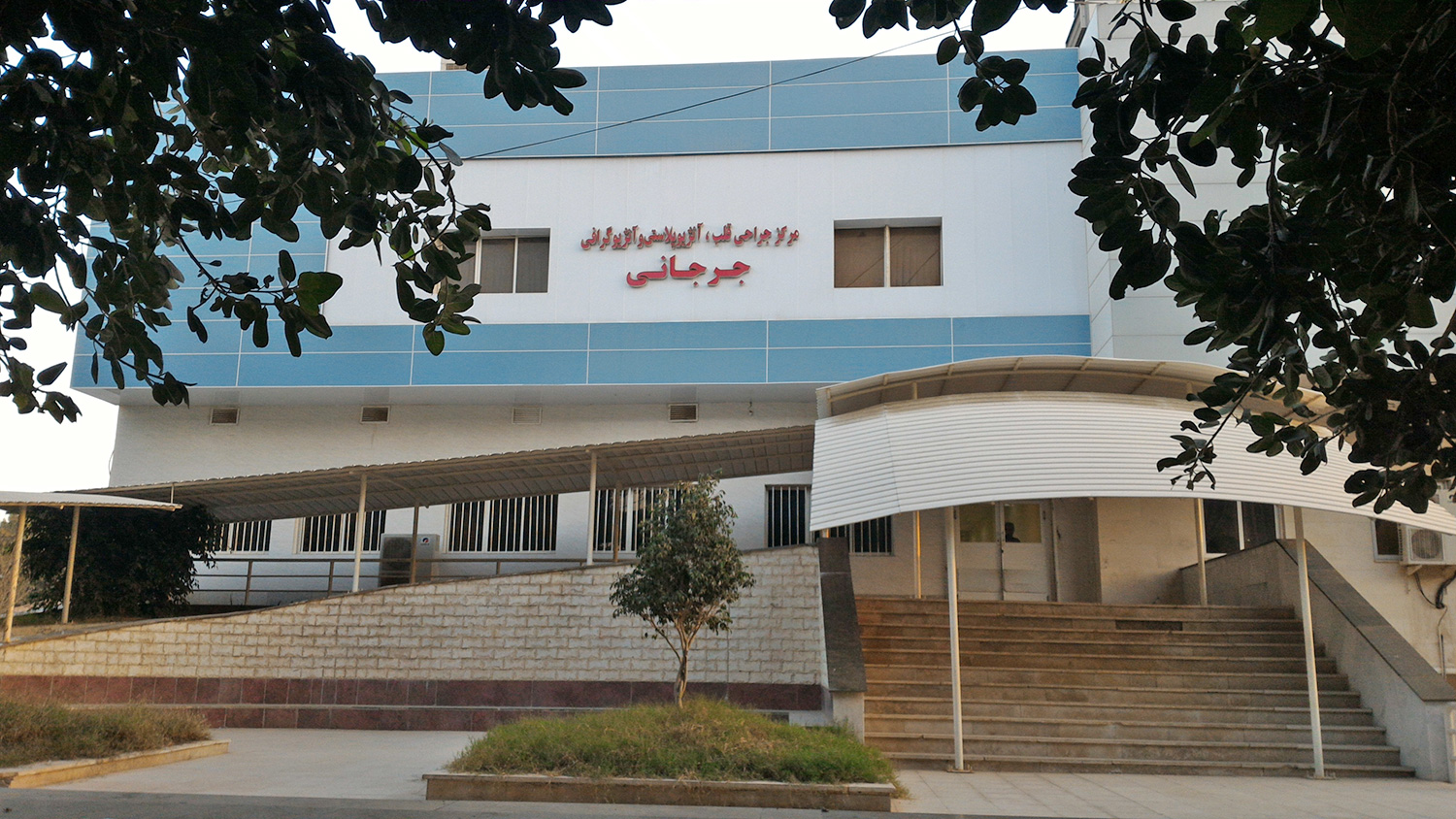
مرکز جراحی قلب جرجانی در بیمارستان شهید محمدی

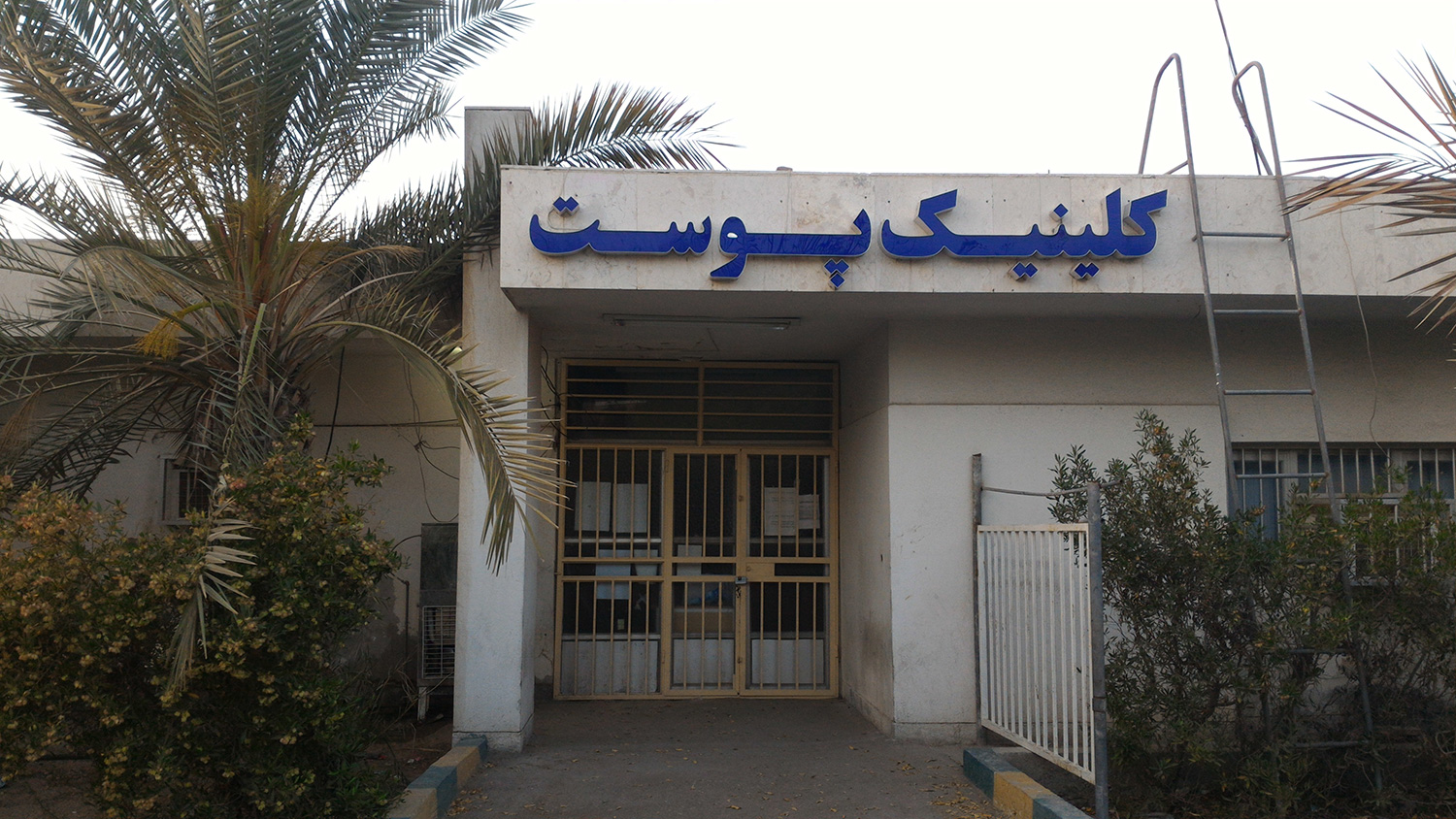
کلینیک پوست بیمارستان شهید محمدی

## بخش‌ها

### مرکز شیمی‌درمانی و پرتودرمانی امید
این مرکز که در سال ۱۳۹۳ راه‌اندازی شده ۱۴ تخت فعال در بخش شیمی‌درمانی دارد و دارای بخش‌های رادیولوژی و انکولوژی (سرطان‌شناسی) نیز هست.

### مرکز فوق‌تخصصی سوانح سوختگی شفا[۱۶][۱۷]
این مرکز که دارای ۳ اتاق عمل، یک اتاق ترمیم جراحی، بخش معاینه، اورژانس، آزمایشگاه و رادیولوژی است در سال ۱۳۹۳ در ساختمانی با زیربنای ۵۸۷۸ مترمربع احداث شده است.

### بخش‌های بستری

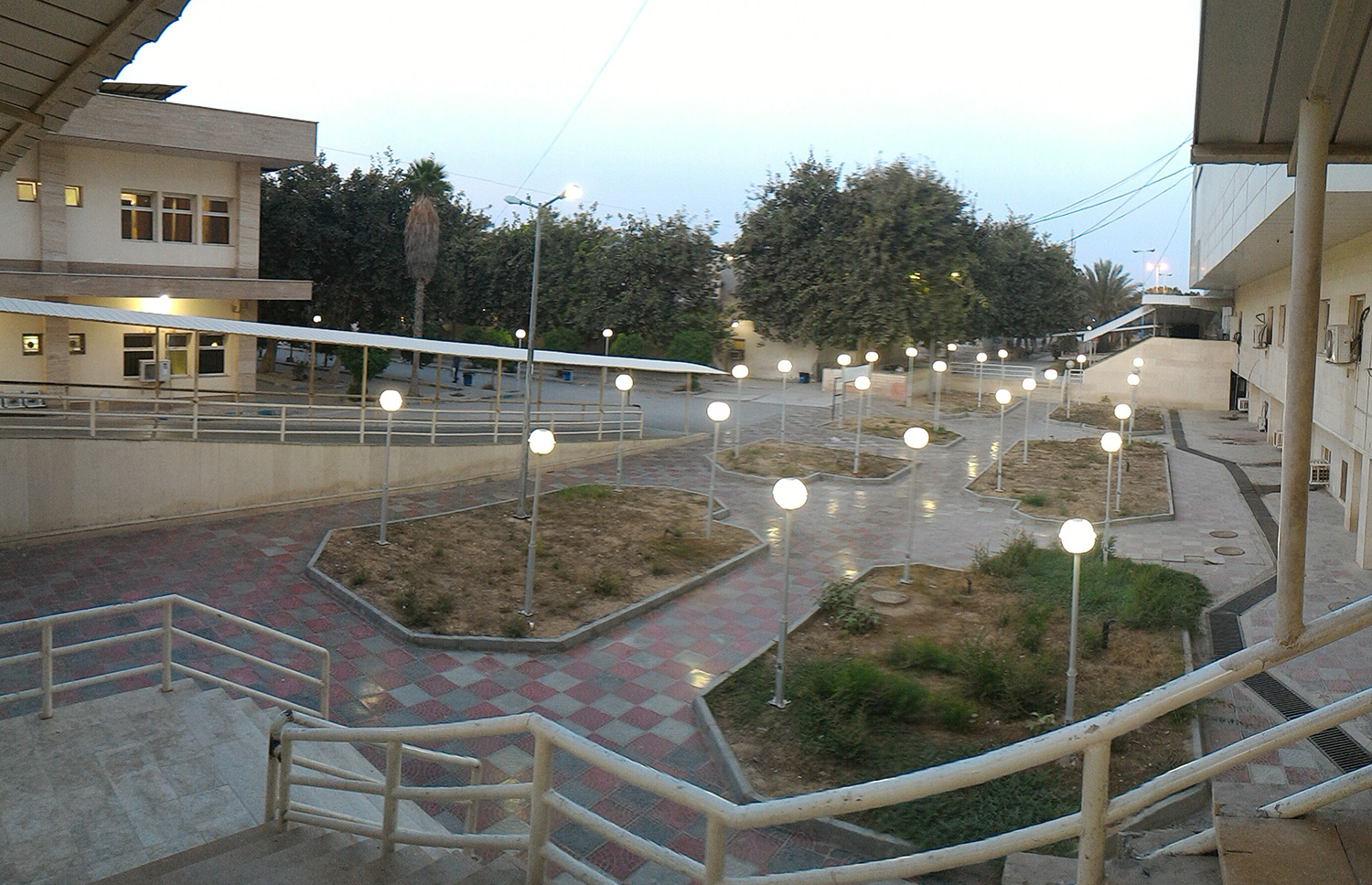
محوطه بیمارستان شهید محمدی

- محوطه بیمارستان شهید محمدیاورژانس جراحی
- اورژانس داخلی
- داخلی فوق‌تخصصی
- داخلی عفونی
- داخلی مغز و اعصاب
- داخلی ۴
- ارتوپدی ۱
- ارتوپدی ۲
- جراحی عمومی
- جراحی توراکس (قفسه سینه)
- جراحی مغز و اعصاب
- جراحی چشم
- گوش، حلق و بینی
- آی‌سی‌یو جنرال
- آی‌سی‌یو مغز و اعصاب
- آی‌سی‌یو داخلی
- آی‌سی‌یو قلب
- سی‌سی‌یو (CCU)
- Post CCU
- آنژیوگرافی
- بخش فوق‌تخصصی نفرولوژی (کلیه)[۱۹]

### بخش‌های سرپایی
- خدمات سرپایی
- همودیالیز
- فوریت‌ها (اورژانس)[۲۰]

### بخش‌های پاراکلینیک
- آزمایشگاه
- تصویربرداری
- تغذیه
- اکوکاردیوگرافی
- آندوسکوپی
- برونکوسکوپی[۲۱]

### اتاق عمل‌ها
- اتاق عمل جنرال
- اتاق عمل ارتوپدی
- اتاق عمل قلب[۲۲]
  - بخش پیوند کلیه[۲۳]
- ام‌آرآی[۲۴]
- سی‌تی آنژیو[۲۴]
- مرکز تخصصی طب کار[۲۵]
- کلینیک پوست[۲۶]
- کلینیک فیزیوتراپی[۲۶]
- کلینیک تخصصی پستان[۲۷]